# 北拉克波特 (加利福尼亞州)
北萊克波特（英語：North Lakeport）是位於美國加利福尼亞州萊克縣的一個人口普查指定地區。

## 地理
北萊克波特的座標為39°05′08″N 122°54′34″W / 39.08556°N 122.90944°W，而該地最高點為海拔高度413米（即1355英尺）。

## 人口
根據2010年美國人口普查的數據，北萊克波特的面積為16.965平方千米，當中陸地面積為9.958平方千米，而水域面積為7.007平方千米。當地共有人口3314人，而人口密度為每平方千米195人。